# Ray Sefo
Ray Sefo (Auckland, 15 febbraio 1971) è un kickboxer, pugile e artista marziale misto neozelandese.
Soprannominato "Sugar", è stato 8 volte finalista del K-1 World Grand Prix. Attualmente risiede a Las Vegas.
È il presidente dell'organizzazione statunitense di arti marziali miste World Series of Fighting.